# Histoire d'O (serie televisiva)
Histoire d'O (A História de O) è una serie televisiva erotica del 1992 diretta da Éric Rochat e liberamente tratta dal romanzo Histoire d'O di Pauline Réage.

## Trama
La giovane fotografa O conosce e si fidanza con il bel René, il quale, certo del suo potenziale, la conduce al castello di Roissy affinché sia assoggettata a rituali sadomaso, quali la flagellazione ripetuta, fino ad essere trasformata in un puro e semplice oggetto sessuale. Qui O apprende tutti i segreti dell'arte d'amore e della sottomissione volontaria.
Poco dopo O incontra e si innamora di una modella di nome Jacqueline. Contemporaneamente René le fa conoscere Sir Stephen, un sadico nobile inglese.

## Distribuzione
La serie televisiva è stata distribuita anche con il titolo internazionale in inglese Story Of O - The Series.